# هالو نووس
هالو نووس به انگلیسی: Halo nevus ( که به "سانتریفیوژ لوکودرما آکوئیستوم" و پرینووئید ویتیلیگو" و "نووس ساتون"  هم شناخته می‌شود) نوعی خال است که توسط حلقه‌ای بدون رنگدانه یا "هاله" احاطه شده است.

## توضیح
هالو نووس‌ها به خال‌های ساتون یا سانتریفیوژ لکودرما آکوئیسیتوم نیز معروف هستند. به این دلیل هالو نامیده می‌شوند چون خال‌ (نووس)هایی هستند که توسط ناحیه‌ای بی‌رنگ شبیه به هاله احاطه شده‌اند.
هالو نووس‌ها با ویتیلیگو مرتبط هستند. گاهی اوقات نواحی رنگ پریده (هیپوپیگمانته) خود به خود بهبود می‌یابند و رنگدانه به پوست برمی‌گردد.

## علل
باور بر این است که تشکیل هاله در اطراف خال‌ها زمانی اتفاق می‌افتد که گلبول‌های سفید خاصی به نام لنفوسیت‌های CD8+ T سلول‌های تولید‌کننده رنگدانه پوست(ملانوسیت‌ها) را از بین ببرند. علت این حمله‌ها مشخص نیست.

## درمان

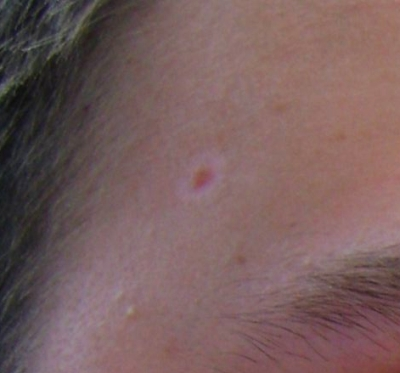
عکس هالو نووس روی صورت

از آنجایی که هالو نووس‌ها فقط از نظر زیبایی اهمیت دارند، نیازی به درمان آنها نیست و بیماران بدون علامت خواهند بود. اگرچه این نووس‌ها بی‌ضرر هستند، اما ضروری است که ضایعه را به‌طور منظم تحت نظر داشت و مراقب هرگونه تغییر در ظاهر نووس‌های موجود یا جدید بود. در صورت وجود هرگونه تغییر در ظاهر آنها یا بروز درد، خارش و عفونت، باید فوراً با پزشک مشورت شود تا احتمال ملانوما نرود.

## همه‌گیرشناسی
تخمین زده می‌شود که هالو نووس‌ها در میان ۱٪ از جمعیت عمومی وجود داشته باشد و در افراد مبتلا به ویتیلیگو، ملانومای بدخیم یا سندرم ترنر شیوع بیشتری دارد. همۀ نژادها و جنس‌ها به یک اندازه مستعد ابتلا به این بیماری هستند، هرچند که یک گرایش خانوادگی در بروز آن نیز گزارش شده است. متوسط سن بروز این نووس‌ها، معمولاً در نوجوانی فرد است.
- خال
- فهرست بیماری‌های پوستی